# Cirilo Saucedo
Cirilo Saucedo Nájera (ur. 5 stycznia 1982 w mieście Meksyk) – meksykański piłkarz pochodzenia amerykańskiego występujący na pozycji bramkarza, reprezentant Meksyku, trener piłkarski, od 2025 roku prowadzi Dorados.

## Kariera klubowa
Saucedo, syn Meksykanina i Amerykanki, rozpoczynał swoją karierę w zespole Club León, do którego seniorskiej drużyny został włączony jako dziewiętnastolatek. W meksykańskiej Primera División zadebiutował za kadencji szkoleniowca Mario Ayali, 1 czerwca 2002 w zremisowanym 0:0 barażu o utrzymanie z Veracruz. Pełnił jednak funkcję dopiero trzeciego bramkarza, po Luisie Islasie i Aldo Díazie, a na koniec rozgrywek 2001/2002 spadł z Leónem do drugiej ligi. Tam zaczął notować regularniejsze występy, w wiosennym sezonie Clausura 2003 wygrywając ze swoją ekipą rozgrywki Primera División A, co nie zaowocowało jednak awansem wobec porażki w dwumeczu barażowym z Irapuato (1:2, 0:1). Rok później, w sezonie Clausura 2004, już jako kluczowy zawodnik ponownie triumfował z Leónem w rozgrywkach drugoligowych, lecz znów nie zdołał powrócić z nim do pierwszej ligi – tym razem jego ekipa uległa w barażach Dorados (2:2, 1:2).
Latem 2004 Saucedo został zawodnikiem klubu Dorados de Sinaloa z miasta Culiacán, będącego absolutnym beniaminkiem najwyższej klasy rozgrywkowej. Od razu wywalczył sobie niepodważalne miejsce między słupkami i barwy Dorados reprezentował przez kolejne dwa lata jako podstawowy bramkarz, nie odnosząc jednak większych sukcesów i głównie broniąc się przed relegacją. Na koniec rozgrywek 2005/2006 spadł wraz z drużyną do drugiej ligi, lecz sam pozostał na najwyższym szczeblu, podpisując umowę z Tiburones Rojos de Veracruz. W zespole z portowego miasta spędził nieudane pół roku, będąc dopiero trzecim golkiperem w składzie wskutek przegrania rywalizacji o miejsce w bramce z Fabiánem Villaseñorem i Jorge Bernalem.
W styczniu 2007 Saucedo przeniósł się do zespołu Tigres UANL z siedzibą w Monterrey, gdzie z miejsca został podstawowym bramkarzem, tracąc pewne miejsce w składzie dopiero po upływie półtora roku. Wobec przyjścia do klubu nowego golkipera, Óscara Péreza, odszedł na wypożyczenie do beniaminka pierwszej ligi – zespołu Indios de Ciudad Juárez, gdzie spędził rok jako wyróżniający się zawodnik. Po powrocie do Tigres, w 2009 roku, triumfował z nim w rozgrywkach SuperLigi mając pewne miejsce między słupkami, które utrzymał do lutego 2011, kiedy to przegrał rywalizację z Enrique Palosem i został relegowany do roli rezerwowego. Ogółem zawodnikiem Tigres pozostawał przez trzy i pół roku, jednak nie zdołał zanotować poważniejszych osiągnięć na arenie krajowej.
Latem 2011 Saucedo za sumę dwóch milionów dolarów przeszedł do absolutnego beniaminka rozgrywek – ekipy Club Tijuana. W drużynie tej od razu wywalczył sobie miejsce w składzie, dołączając do grona czołowych bramkarzy w lidze. W jesiennym sezonie Apertura 2012 zdobył z zespołem prowadzonym przez Antonio Mohameda pierwszy w historii klubu tytuł mistrza Meksyku, a sam został wówczas wybrany w plebiscycie magazynu „Récord” najlepszym zawodnikiem ligi meksykańskiej. W barwach Tijuany spędził ogółem cztery lata, notując świetne występy i jest uznawany za najlepszego golkipera w krótkiej historii klubu. W lipcu 2015 został wypożyczony do drużyny Monarcas Morelia, w ramach rozliczenia za transfer Federico Vilara; jeszcze w tym samym roku zajął z nią drugie miejsce w superpucharze kraju – Supercopa MX.
| Sezon     | Klub                        | Kraj   | Rozgrywki  | Mecze | Bramki |
| --------- | --------------------------- | ------ | ---------- | ----- | ------ |
| 2001/2002 | Club León                   | Meksyk | Liga MX    | 1     | 0      |
| 2002/2003 | Club León                   | Meksyk | Ascenso MX | 8     | 0      |
| 2003/2004 | Club León                   | Meksyk | Ascenso MX | 17    | 0      |
| 2004/2005 | Dorados de Sinaloa          | Meksyk | Liga MX    | 33    | 0      |
| 2005/2006 | Dorados de Sinaloa          | Meksyk | Liga MX    | 34    | 0      |
| 2006/2007 | Tiburones Rojos de Veracruz | Meksyk | Liga MX    | 3     | 0      |
| 2006/2007 | Tigres UANL                 | Meksyk | Liga MX    | 18    | 0      |
| 2007/2008 | Tigres UANL                 | Meksyk | Liga MX    | 26    | 0      |
| 2008/2009 | Indios de Ciudad Juárez     | Meksyk | Liga MX    | 33    | 0      |
| 2009/2010 | Tigres UANL                 | Meksyk | Liga MX    | 34    | 0      |
| 2010/2011 | Tigres UANL                 | Meksyk | Liga MX    | 23    | 0      |
| 2011/2012 | Club Tijuana                | Meksyk | Liga MX    | 35    | 0      |
| 2012/2013 | Club Tijuana                | Meksyk | Liga MX    | 39    | 0      |
| 2013/2014 | Club Tijuana                | Meksyk | Liga MX    | 33    | 0      |
| 2014/2015 | Club Tijuana                | Meksyk | Liga MX    | 34    | 0      |
| 2015/2016 | Monarcas Morelia            | Meksyk | Liga MX    | 14    | 0      |
| 2016/2017 | FC Juárez                   | Meksyk | Ascenso MX | 33    | 0      |

## Kariera reprezentacyjna
W 1999 roku Saucedo został powołany przez szkoleniowca José Luisa Reala do reprezentacji Meksyku U-17 na Mistrzostwa Świata U-17 w Nowej Zelandii. Był jednak wówczas wyłącznie rezerwowym dla Adolfo Cabrery i nie wystąpił w żadnym z czterech możliwych spotkań, zaś jego kadra odpadła ostatecznie z juniorskiego mundialu w ćwierćfinale po porażce z USA (2:3).
W 2003 roku Saucedo znalazł się w ogłoszonym przez trenera Ricardo La Volpe składzie reprezentacji Meksyku U-23 na Igrzyska Panamerykańskie w Santo Domingo. Na dominikańskich boiskach pełnił rolę rezerwowego dla Jesúsa Corony i rozegrał tylko jeden z pięciu meczów, natomiast Meksykanie odpadli z męskiego turnieju piłkarskiego po przegranym półfinale z Brazylią (0:1), zdobywając ostatecznie brązowy medal igrzysk. Kilka miesięcy później wziął udział w turnieju eliminacyjnym do Igrzysk Olimpijskich w Atenach – ponownie nie potrafił jednak wygrać rywalizacji o miejsce między słupkami z Coroną i zanotował jeden występ – w finale z Kostaryką (1:0), po którym jego kadra okazała się triumfatorem kwalifikacji. On sam nie znalazł się jednak w ostatecznym składzie na olimpiadę.
W seniorskiej reprezentacji Meksyku Saucedo zadebiutował za kadencji selekcjonera José Manuela de la Torre, 30 stycznia 2013 w zremisowanym 1:1 meczu towarzyskim z Danią.